# Nuh ibn Shayban ibn Malik ibn Misma
Nuh ibn Xayban ibn Màlik ibn Misma fou membre de la família Massàmia de Bàssora.
Va conservar el comandament de la tribu dels Bakr ibn Wail i la seva filiació pro-omeia. Va dirigir les forces dels Bakr al servei dels omeies contra els muhallàbides a Bàssora el 720. Alguns parents foren en aquestos anys governadors a Fars, Sistan i el Sind, abans de la revolució abbàssida.